# Fédération française de natation
Pour les articles homonymes, voir FFN.
La Fédération française de natation (FFN) est une association française loi de 1901, fondée en février 1919, regroupant les clubs de natation sportive, natation en eau libre, natation synchronisée, plongeon et water-polo de France, qui organise les compétitions nationales et la sélection des équipes de France. Dépassant le cap des 200 000 licenciés en 2000, la Fédération compte 316 905 licenciés en 2017.
Elle est membre de la Ligue européenne de natation (LEN) et de la World Aquatics (anciennement FINA).
Depuis avril 2017, la FFN est présidée par Gilles Sezionale.
Depuis septembre 2017, le directeur général de la FFN est Laurent Ciubini.

## Historique

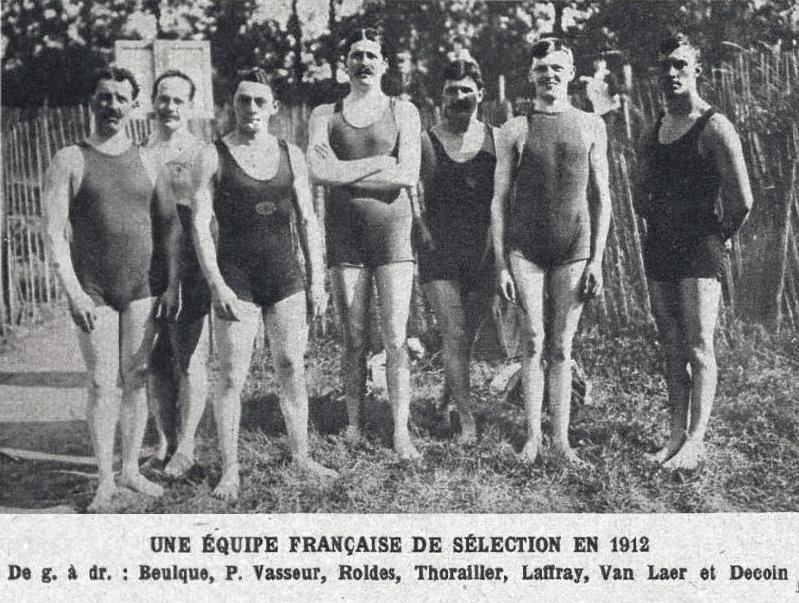
L'équipe de France de natation en 1912.

Après trente ans d’hégémonie sur le sport amateur, La vision stricte de l’amateurisme et le caractère omnisports de l'UFSA ne répondent plus aux évolutions du sport. L’idée de la fédération par sport est dans l’air  mais dans les faits, le statu quo est privilégié : le bureau de la commission de natation de l’USFSA est toujours l’instance dirigeante. C’est ainsi que la FFN va devenir une fédération « prétexte » afin d’évoquer certains points considérés comme essentiels, voire urgents pour quelques responsables de la natation française. 
Dès la réunion constituante du 8 février 1919 un bureau est créé. Maurice Joffrin en est le président actif, Mme de la Meillale présidente. Émile Pasquignon Loubet, industriel à Oloron-Sainte-Marie, mécène sportif est nommé président honoraire. Marthe Bogaerts et Mme Vannereau sont vice-présidentes mais c’est M. Mainguet le véritable vice-président. Quant aux postes de trésorier et secrétaire général, ils sont respectivement attribués au capitaine Louis Degraine et à M. R. Saladin. Le délégué à la propagande est : Marcel Delarbre. Parmi les membres, Mme Saladin. 
En 1921, la commission natation de l'ancienne UFSA crée la Fédération française de natation et de sauvetage ; elle est alors en concurrence avec plusieurs autres associations de natation. En 1938, elle devient la Fédération française de natation et s'accorde avec la Fédération française de sauvetage et de secourisme pour être le seul organisme dirigeant des activités de nage amateur en France.

### Identité visuelle (logo)

Logo de la FFN avant octobre 2012.
Logo de la FFN depuis octobre 2012.

## Principales compétitions organisées
- Championnats de France de natation depuis 1899.
- Championnats de France interclubs de natation depuis 1945.
- Coupe de France de nage en eau libre depuis 2005.
- Championnat de France de water-polo masculin depuis 1896 et féminin depuis 1983. Depuis la saison 2013-2014, la Ligue promotionnelle de water-polo organise ces deux compétitions ainsi que la Coupe de la Ligue masculin et féminin.
- Coupe de France de water-polo masculin depuis 1988 et féminin depuis 2010.
- Championnats d'Europe 25m : à Chartres du 22 au 25 novembre 2012
- Championnats de France N1 et N2 de natation synchronisée

## Autres activités

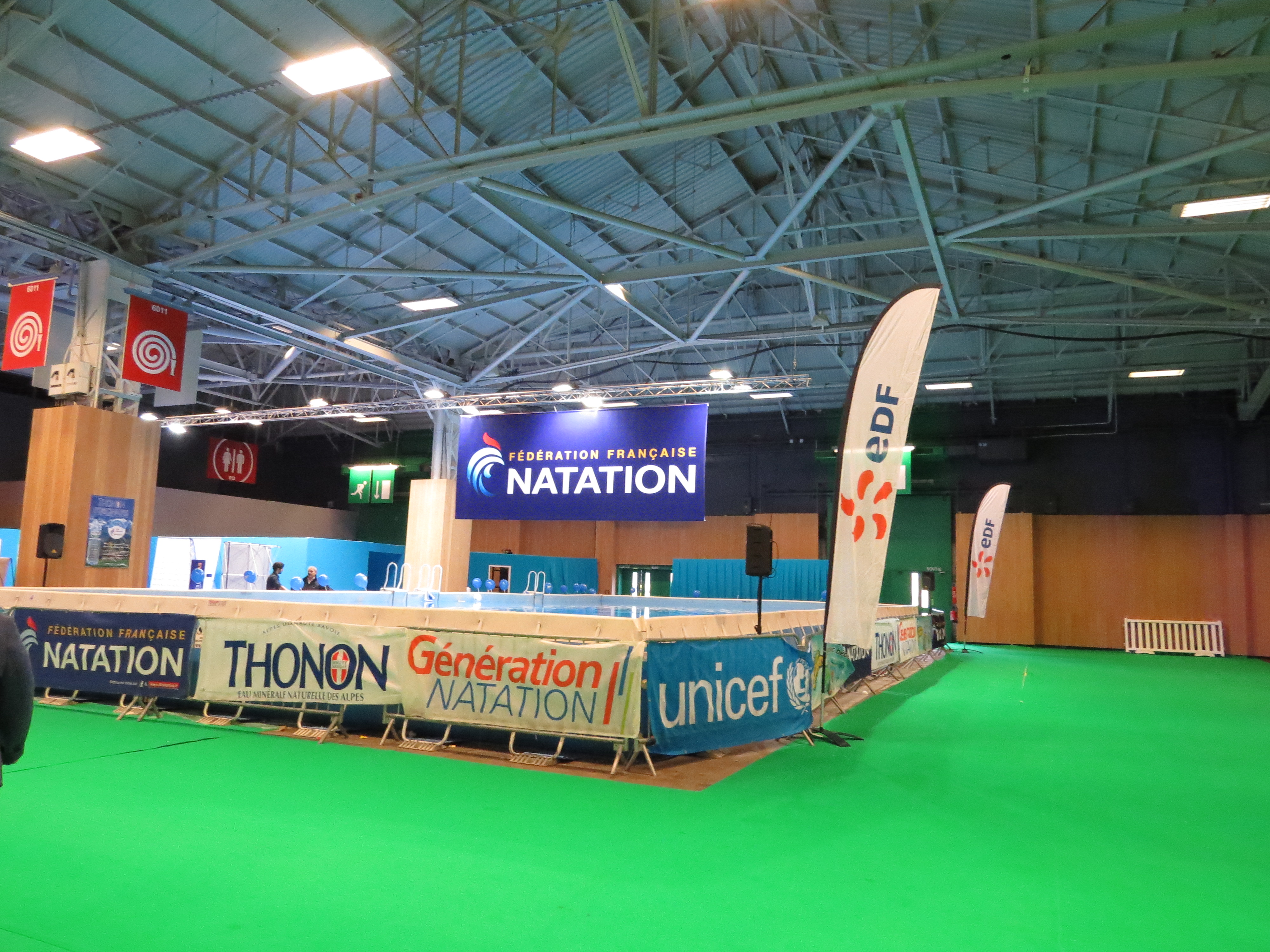
Stand de la Fédération française de natation au salon Kidexpo

- Éveil aquatique : Proposer la découverte du milieu aquatique aux bébés et aux très jeunes enfants (4 mois à 6 ans)
- École de Natation Française : Concept de franchissement d'étapes validant des compétences développées par l'enfant (3 niveaux)
- Opération Savoir Nager : Permettre aux publics défavorisés d'apprendre à nager gratuitement (entre 7 et 12 ans)
- Nagez Forme Santé : Utilisation des bienfaits de l'activité "natation" à des fins de santé publique
- La Nuit de l'Eau : Opération caritative visant à sensibiliser à la nécessité de respecter, autour d'animations festives, éducatives et solidaires, un des éléments essentiels à la vie : l'Eau. Les fonds récoltés à cette occasion pour Unicef France servent à venir en aide aux enfants du monde défavorisés, visant à améliorer l'accès à l'eau potable.
- Nagez Grandeur Nature : Entre juin et septembre, activité de découverte écologique de la natation et pratique de la natation en milieu naturel.

## Dirigeants
| - 1921-1941 : Jean de Castellane - 1942-1949 : Émile-Georges Drigny - 1950-1958 : Arthur Lemoine - 1959-1964 : Georges Rigal - 1964-1980 : André Soret ; - 1980-1993 : Henri Sérandour ; - 1993-2017 : Francis Luyce ; - 2017-en cours : Gilles Sezionale. |  | - 1921-1924 : Émile-Georges Drigny - 1925 : M. Brun - 1926 : L. Lebaillif - 1927 : A. Foulon - 1928-1931 : G. Duhamel - 1931 : Arthur Lemoine - 1932-1941 : Maurice Chalicarne ; - 1942 : P. Yolant ; - 1943-1945 :E. Grandjean ; - 1946-1949 : Arthur Lemoine - 1950-1951 : R. Le Gall ; - 1952-1961 : L. Duchemin ; - 1962-1964 : André Soret ; - 1965-1972 : G. Ronsin ; - 1973-1980 : Georges Pecheraud ; - 1981-1984 : B. Rayaume ; - 1985-1992 : Y. Moreau ; - 1993-1997 : Henri Wachter ; - 1997-2001 : Jean Chastagner ; - 2001-2012 : Dominique Bahon ; - 2012-2017 : Michel Sauget ; - 2017-en cours : Christiane Guerin |  | - 1921 : J. Frerejacques ; - 1922 : A.H. Durandal ; - 1923-1924 : E. Grandjean ; - 1924-1925 : L. Lebaillif ; - 1926-1928 : R. Le Gall ; - 1929-1962 : E. Grandjean ; - 1963-1972 : R. Quillevere ; - 1973-1974 : H. Sacco ; - 1974-1980 : R. Chastagner ; - 1981-1997 : H. Simon ; - 1997-2008 : Paulette Fernez ; - 2008-2012 : Hélène Tachet des Combes ; - 2012-2017 : Jean-Paul Vidor ; - 2017-en cours : Bernard Dalmon |